# ハワード・ハンソン
ハワード・ハンソン（Howard Harold Hanson, 1896年10月28日 - 1981年2月26日）は、アメリカ合衆国の作曲家・指揮者・教育者。サミュエル・バーバーと並んで、20世紀を代表する保守的な新ロマン主義音楽の作曲家として知られる。好んで北欧文化を題材とするため、「アメリカのシベリウス」の異名をとる。ミドルネームは一般的には使用されない。

## 生涯
ネブラスカ州ワフーにおいて、スウェーデン系移民の両親の下に生まれる。幼児期に母親に音楽の手ほどきを受ける。1911年に地元ワフーのルーサー・カレッジ（現ミッドランド大学）を卒業した後、1914年にニューヨークのインスティテュート・オヴ・ミュージック・アートにおいて、音楽理論家でボストン楽派の代弁者であったパーシー・ゲチアス（Percy Goetschius）に学ぶ。その後にノースウェスタン大学に通い、教会音楽の専門家ピーター・ラトキンと、アーン・オールドバーグに作曲を師事する。その間、ピアノやチェロも学ぶ。1916年にノースウェスタン大学から芸術学学士号を取得し、助手として教鞭を執り始める。同年、カリフォルニア州パシフィック・カレッジにおいて、音楽理論と作曲の教師として、初めてフルタイムの地位を得、3年後の1919年には、同校ファインアーツ音楽院の学部長に選任された。
1920年に《カリフォルニアの林の劇》（The California Forest Play ）を作曲し、国内で注目を浴びる。カリフォルニア時代には、初期のたくさんの管弦楽曲や室内楽が作曲され、《室内協奏曲》（Concerto da Camera ）や《交響楽のための伝説曲》（Symphonic Legend ）、《交響的狂詩曲》（Symphonic Rhapsody ）に加えて、《クリスマス・シーズンの2つの小曲》（Two Yuletide Pieces ）や《スカンジナビア風組曲》などのようなピアノ曲もいくつか作曲された。ちなみに後者のピアノ曲は、ルター派と北欧の遺産をたたえるために作曲された。
1921年には、《カリフォルニアの林の劇》と交響詩《夜明け前》（Before the Dawn ）により、アメリカ・ローマ大賞の最初の受賞者となった。この賞金のおかげで、ハンソンはイタリアに3年にわたって滞在した。イタリア時代に《単一楽章による弦楽四重奏曲》（Quartet in One Movement ）や、合唱曲《永久の光》（Lux aeterna ）、《ベオウルフの哀歌》（The Lament for Beowulf ）、交響曲第1番『北欧風』を作曲した。この交響曲の初演は、1923年5月30日に、作曲者自身の指揮でイタリアで初演された。ローマでハンソンに管弦楽法を指導したのはオットリーノ・レスピーギである。
ローマから帰国してすぐ指揮活動に取りかかり、ニューヨークで自作の音詩《北と西》（North and West ）を手ずから初演する。1924年にニューヨーク州モンロー郡ロチェスターにおいて自作の交響曲第1番を初演したところ、コダック社の創業者ジョージ・イーストマンの注目を惹き、イーストマン音楽学校の校長職に選任される。以降40年にわたって、ハンソンはその地位を守りながら、同校をアメリカ随一の音楽学校の一つへと育て上げることとなった。これを実現するに当たって、カリキュラムを改訂し、より良い教師を獲得し、学内オーケストラを磨き上げている。しかも、アメリカ人教師とヨーロッパ出身の教師のバランスを心がけたが、このためみすみすバルトークをとり逃がすことになった。
1925年にハンソンはアメリカ人作曲家管弦楽演奏会を設立した。その後に、ロチェスター・フィルハーモニー管弦楽団の一流と認められた演奏家と、イーストマン音楽学校から選抜された学生を糾合して、イーストマン＝ロチェスター交響楽団を設立し、アメリカ音楽フェスティバルを催した。同交響楽団とは数多くの録音を残し、自作のほかに、ジョン・ノールズ・ペイン、ジョン・オールデン・カーペンター、チャールズ・トムリンソン・グリフス、ダグラス・ムーア、ウォルター・ピストン、ウィリアム・グラント・スティルらの作品を録音した。ハンソンはイーストマン音楽学校に在任中に、500名以上のアメリカ人作曲家による2000曲以上の作品を初演したことで評価を受けている。
セルゲイ・クーセヴィツキーによるボストン交響楽団設立50周年記念作品の委嘱に応じて、交響曲第2番『ロマンティック』が作曲され、1930年11月28日に初演された。これは最も有名なハンソン作品の一つであり、SF映画『エイリアン』の幕切れにも伴奏音楽として使われたほか、インターローチェン芸術センターにおいて、演奏会の前後に、いわば「テーマ音楽」として流されている。
ハンソンのオペラ《メリー・マウント》（Merry Mount ）は、アメリカ人作曲家によって作曲され、アメリカ人台本作家によってアメリカ的な筋立てが創られたために、「最初のアメリカ・オペラ」と呼ばれている。初演は1934年にニューヨークのメトロポリタン歌劇場において、ほとんどがアメリカ人という顔ぶれによって行われた。
ハンソンは1929年から翌1930年まで音楽教育者国立協会の総裁を務め、1935年にはthe National Institute of Arts and Letters会員となり、1935年から1939年まで音楽学校国立協会の総裁に就任した。1938年にはスウェーデン王立アカデミー会友に選ばれた。これは、最初のスウェーデン系開拓民のデラウェア到着300周年記念作品《開拓者の賛歌》（The Hymn of the Pioneers ）に対する功労賞であった。1944年には、交響曲第4番『レクィエム』によりピューリッツァー賞を受賞した。
チャトーカ湖近郊の避暑地でマーガレット・エリザベス・ネルソンと出逢い、《フルートとハープ、弦楽合奏のためのセレナード》を彼女に献呈する。1946年7月24日にマーガレットと結婚する。同年、1945年にニューヨークのラジオ放送局WHAMで放送された一連の演奏に対して、ジョージ・フォスター・ピーボディー賞を授与された。1946年から1962年までハンソンはユネスコで活躍し、《オーボエとピアノ（またはオーボエと弦楽合奏、ハープ）のための牧歌》は、ユネスコの委嘱により、1949年のパリにおけるユネスコ国際評議会のために作曲された。
1953年には、イーストマン音楽学校の学生の作品を表彰するため、エドワード・ベンジャミン賞の設立に助力した。提出作品はハンソンによって査読され、優勝者はハンソンのレコードで取り上げられることになった。
イーストマン・ウインド・アンサンブルの指揮者、フレデリック・フェネルは、ハンソンの最初の吹奏楽曲《コラールとアレルヤ》（1954年）を評して、「私の20年の指揮活動において、一番の待望の吹奏楽作品」と述べた。この作品は、今なおニューヨーク州学校音楽協会において、ハイスクールの吹奏楽団に対する課題曲とされており、またハンソンの最も頻繁に録音される作品の一つとなっている。
1960年には、『近代音楽の和声の素材〜平均律音階のための源泉』を上梓した。ハンソンは決して同時代の新音楽を好まなかったにもかかわらず、同書はピッチクラス理論に基礎を与えることとなった。同年から1964年までの間、音楽教育国民評議会の理事会に出席する。1961年から翌1962年まで、学生オーケストラであるイーストマン・フィルハーモニアを率いて、パリ、カイロ、モスクワ、ウィーンなどの都市で演奏旅行を行なった。1964年にイーストマン音楽学校を退職後も、同校との関係は続いた。
ウォルト・ホイットマンの詩によるカンタータ《民主主義の歌》（Song of Democracy ）は、1969年に次期アメリカ合衆国大統領リチャード・ニクソンの就任記念演奏会で初演され、ハンソンはその日のことを、アメリカ音楽のみで埋め尽くされた初めての就任記念演奏会だったと誇らしげに述べた。
イーストマン＝コダック社はハンソンの業績を称えて、10万ドルに相当する証券を1976年にイーストマン音楽学校に贈与し、ハンソンはこの贈り物をイーストマン・アメリカ音楽学校の基金に用いるべく明文化した。
ハンソンは80歳代になっても、ニューヨーク州ロチェスターに没するまで、指揮活動を続けた。

## 作風と主要作品
ハンソンは現在、新ロマン主義の立場による20世紀のアメリカ人交響曲作家として知られている。ハンソンは、当代のモダニズム芸術に常々反感を抱いていた。リズムと色彩の乱舞、線的なポリフォニーの躍動に特徴付けられる同時代の音楽への反感は、旋律美と、安定した和声進行にもとづく抒情的・伝統的な表現へと結実することになった。ハンソンのロマン主義への耽溺は、18世紀のチェコ系移民による作品や、チャドウィックやマクダウェルらの作品を手ずから指揮して録音した姿勢にも現れている。ハンソンの作品は、著しく拡張されているとはいえ調的である。
その一方で指揮者としては、デイヴィッド・ダイアモンドの《モーリス・ラヴェルに寄せる悲歌》を「あまりにも現代的である」と毒づきながらも、指揮者としてこれを初演し、成功に導くなどの功績もあった。ロジャー・セッションズやアラン・ホヴァネスのような作曲家も、同時代のアメリカ音楽を擁護するハンソンの姿勢に恩恵を受けている（またハンソンが人間的にも無私で親切だったことは、友人やかつての学生が証言している）。
- オペラ
  - メリー・マウント （Merry Mount ） （1930年代前半、1934年初演）

- カンタータ、オラトリオ
  - ベオウルフの哀歌 （Lament of Beowulf ） 作品25（1925年）
  - 民主主義の歌 （Song of Democracy ）

- 交響曲
  - 第1番 ホ短調《北欧風》（1922年）
  - 第2番（1930年）
  - 第3番（1936年 - 1938年）
  - 第4番 《レクィエム》作品34（1943年）
  - 第5番 《神聖なる交響曲》（Sinfonia Sacra ）作品43（1954年）
  - 第6番（1967年 - 1968年）
  - 第7番 《海の交響曲》（A Sea Symphony ） （1977年、実質的に交響的カンタータ）

- 管弦楽曲
  - 管弦楽組曲《メリー・マウント》作品31
  - ピアノ協奏曲 ト長調 作品36（1948年）
  - セルゲイ・クーセヴィツキー追悼の悲歌 （Elegy in Memory of Serge Koussevitsky ）作品41（1955年）
  - 交響楽のための《モザイク》 （Mosaics ）（1957年 - 1958年）
  - ディエス・ナタリス（1967年）

- 室内合奏のための作品
  - フルート、ハープ、弦楽合奏のためのセレナード 作品35（1946年）
  - オーボエ、ハープ、弦楽合奏のためのパストラール 作品38（1949年）
  - ピアノと弦楽合奏のための《青年時代の主題による幻想的変奏曲》（Fantasy Variations on a Theme of Youth ）（1951年）

- 吹奏楽曲
  - コラールとアレルヤ（1954年）
  - ディエス・ナタリス（1972年） 上記の管弦楽曲を編曲（改作）
  - ラウデ（1975年）
  - 若い作曲家のための6音音階入門（Young Composer's Guide To The Six Tone Scale）（1978年、イーストマン音楽学校創立50周年記念のために作曲）